# Sebastian Cabot
Charles Sebastian Thomas Cabot (n. 6 iulie 1918, Londra, Regatul Unit al Marii Britanii și Irlandei – d. 22 august 1977, British Columbia, Canada) a fost un actor britanic, cunoscut în special pentru rolul valetului⁠(d) Giles French în sitcomul CBS Family Affair⁠(d) (1966–1971) și pentru rolul lui Wazir în filmul Kismet (1955) și al doctorului Carl Hyatt în serialul CBS Checkmate⁠(d) (1960–1962).
Cabot a fost și actor de voce⁠(d) în multe filme de animație Disney. Una dintre primele sale contribuții au fost în lungmetrajul Sabia din stâncă (1963), unde a fost atât narator, cât și Lordul Ector⁠(d). Mai târziu, acesta a jucat rolul lui Bagheera⁠(d) în Cartea junglei (1967). Cel mai longeviv rol al său a fost în cadrul francizei Winnie the Pooh⁠(d), unde a narat filmele Winnie the Pooh and the Honey Tree⁠(d) (1966), Winnie the Pooh and the Blustery Day⁠(d) (1968), Winnie the Pooh and Tigger Too⁠(d) (1974) și The Many Adventures of Winnie the Pooh (1977).

## Biografie
Charles Sebastian Thomas Cabot s-a născut pe 6 iulie 1918 în Londra, Anglia. La vârsta de 14 ani, a renunțat la școala pentru a lucra într-un garaj de automobile, având meseria de șofer și valet al actorului britanic Frank Pettingell⁠(d).
Cabot a devenit interesat de teatru și, după ce a cunoscut alți actori și a lucrat împreună cu Pettingell, s-a alăturat unui teatru de repertoriu⁠(d). Cabot a recunoscut că, în încercarea de a obține unui loc de muncă, a mințit cu privire la rolurile sale anterioare. Acesta a declarat într-un interviu din 1968 că actoria reprezenta o formă de minciună, iar timpul petrecut ca majordom al actorului Pettingell l-a ajutat să-și cizeleze vocabularul.
În același timp, Cabot a devenit interesat de bucătărie și, la îndemnul tatălui său, a devenit bucătar. Cu toate acestea, după ce a distrus o mașină, Cabot și-a părăsit locul de muncă și a fost nevoit să-și caute singur alte roluri.
Inițial, acesta a căutat un loc de muncă prin intermediul unei agenții. Fără să fi urmat vreo școală de teatru, Cabot a obținut cu greu roluri noi, fiind concediat în prima zi dintr-un spectacol numit On The Spot. Totuși, după ce a obținut mai multe roluri, a devenit mai încrezător în propriile sale abilități și a început să fie căutat de echipele de casting.

## Cariera
Cariera sa de actor a început cu un rol minor în Foreign Affaires (1935); primul său rol creditat a fost în Agentul secret⁠(d) al lui Alfred Hitchcock (1936). Au urmat și alte filme britanice precum Love on the Dole⁠(d) (1941), Pimpernel Smith⁠(d) (1941), Old Mother Riley Overseas⁠(d) și Old Mother Riley Detective⁠(d) (ambele 1943) și They Made Me a Fugitive⁠(d) (1947). În 1946, l-a interpretat pe Iago într-un scurtmetraj Othello. După război, Cabot a obținut roluri în filme britanice precum Third Time Lucky⁠(d) (1949), The Spider and the Fly⁠(d) (1949), în rolul răufăcătorului Fouracada în Dick Barton Strikes Back⁠(d) (1949), Ivanhoe⁠(d) (1952) și The Love Lottery⁠(d) (1954). A apărut în câteva producții internaționale: producția spaniolă-britanică-americană de comedie Babes in Bagdad⁠(d) (1952) și versiunea italiană a lui Romeo și Julieta (1954) în rolul Lordului Capulet⁠(d). După ce s-a mutat în Statele Unite,  a lucrat pentru Disney în Westward Ho the Wagons!⁠(d) (1956) și în Johnny Tremain⁠(d) (1957). În proiectul lui George Pal, Mașina timpului (1960), ecranizarea lucrării lui H.G. Wells, acesta a avut rolul doctorului Hillyer. Între timp, Cabot începuse să lucreze ca actor de voce. În anii 1950, a fost membru al distribuției unei emisiuni radio numite Horizons West, o dramă radiofonica în 13 părți, care a prezentat povestea expediției lui Lewis și Clark. Cabot a realizat vocea lui Noe în prima înregistrare a „piesei de teatru muzical” cu teme biblice a lui Igor Stravinsky - The Flood⁠(d) (1962). A interpretat personaje din filme de animație în Sabia din stâncă (1963) și Cartea junglei (1967).
În aceeași perioadă, Cabot a început să primească roluri în seriale de televiziune. A fost gazda serialului Jack the Ripper,:520 l-a interpretat pe Contele de Brisemont în Cei trei mușchetari:1078 și pe Andrew Crippen în The Beachcomber⁠(d).:82

Sebastian Cabot (stânga) în rolul lui Pip în episodul „A Nice Place to Visit” al serialului Zona Crepusculară.

De asemenea, a apărut în seriale precum Gunsmoke⁠(d) (în rolul personajului Jacoby, un fotograf detestabil și crud în episodul „The Photographer” al sezonului 2), Alfred Hitchcock prezintă..., The Adventures of Hiram Holliday⁠(d) (1956-1957), Meet McGraw (1958), Bonanza („The Spanish Grant”, 1960), Pony Express⁠(d) („The Story of Julesburg”, 1960), The Red Skelton Show⁠(d) (diverse roluri; 1961–1971) și Zona crepusculară (episodul „A Nice Place to Visit”, 1960).  Timp de doi ani, a interpretat rolul profesorului Dr. Carl Hyatt în cadrul serialului cu detectivi Checkmate (1960–1962).:1590 Cabot a apărut în rolul lui Eric Whitaker în episodul din 1960 „Five O'Clock Friday” al serialului de aventuri The Islanders⁠(d). A fost invitat obișnuit în cadrul emisiunii de televiziune Stump the Stars⁠(d):1031 și a apărut în emisiunea NBC Here's Hollywood⁠(d). În 1964, a fost gazda serialului de televiziune Suspense și a narat câteva proiecte de film și televiziune:1043 înainte să obțină rolul lui Giles French în serialul CBS Family Affair (1966-1971).:324 A fost gazda Winston Essex în Ghost Story⁠(d) (1972), un serial cu teme supranaturale (emisiunea a fost redenumită Circle of Fear după plecarea sa). După anularea serialului, Cabot l-a interpretat pe Kris Kringle în remakeul televizat Miracle on 34th Street⁠(d) (1973); acesta a fost nevoit să-și radă celebra barbă pe care o purta încă din 1957, deoarece echipa de machiaj nu-l putea transforma în Moș Crăciun. Cabot a apărut în filmul de televiziune The City That Forgot About Christmas (1974) și a narat  lungmetrajele Pooh, Winnie the Pooh și Tigger, Too! și The Many Adventures of Winnie the Pooh. De asemenea, a lansat un album de recitări⁠(d) ale unor melodii de Bob Dylan în 1967. Două piese de pe acest album apar pe compilația Golden Throats: The Great Celebrity Sing Off⁠(d) a companiei Rhino Records⁠(d).
Pe Broadway, Cabot l-a interpretat pe Buckram în piesa de teatru Love for Love (1947).

## Moartea
La 23 august 1977, Cabot a suferit un accident vascular cerebral la domiciliul său de lângă Victoria, Columbia Britanică și a fost dus la un spital din Victoria, unde a murit la vârsta de 59 de ani. A fost incinerat, iar cenușa sa a fost îngropată în cimitirul Westwood Village Memorial Park⁠(d) din Los Angeles.

## În cultura populară
Într-un episod al emisiunii Late Show with David Letterman⁠(d) din 12 decembrie 2012, comicul Billy Crystal l-a menționat pe Cabot într-un dialog plin de umor cu gazda David Letterman. Letterman a comentat că numele lui Cabot nu a mai fost auzit de 30 de ani. Înainte de pauză publicitară, fotografia lui Sebastian Cabot a fost difuzată la televiziunea națională ca omagiu.

## Filmografie parțială
- Foreign Affaires (1935) - Bit Role (Necreditat)
- Love on the Dole (1941) - Man in Crowd at Betting Payout (Necreditat)
- "Pimpernel" Smith (1941) - Bit Role (Necreditat)
- Jeannie (1941) - Bit Role (Necreditat)
- Old Mother Riley Detective (1943) - Bit Role (Necreditat)
- Old Mother Riley Overse- (1943) - Bar Steward
- The Agitator (1945) - Bit Role (Necreditat)
- Tehran (1946)
- Dual  Alibi (1947) - Loterie Nationale Official
- They Made Me a Fugitive (1947) - Club Proprietor
- Third Time Lucky (1949) - Benny Bennett
- Dick Barton Strikes Back (1949) - Fouracada
- Old Mother Riley's New Venture (1949) - Potentate
- The Spider and the Fly (1949) - Prefect at Amiens
- The Adventures of Jane (1949) - Travelling Man
- Midnight Episode (1950) - Benno
- The Wonder Kid (1951) - Pizzo
- Laughter in Paradise (1951) - Card Player (Necreditat)
- Old Mother Riley's Jungle Tre-ure (1951)  - Morgan the Pirate
- Ivanhoe (1952) - Clerk of Copmanhurst
- Babes in Bagdad (1952) - Sinbad
- Alf's Baby (1953) - Osmonde
- The Captain's Paradise (1953) - Ali (Vendor)
- Always a Bride (1953) - Taxi Driver
- The Love Lottery (1954) - Suarez
- Romeo and Juliet (1954) -  Capulet
- Knights of the Queen (1954) -  Porthos
- Kismet (1955) - Wazir
- Sandman (1955) - Count, Conrad Nagel Theater
- Westward Ho the Wagons! (1956)- Bissonette
- Dragoon Wells M-sacre (1957) - Jonah
- Johnny Tremain (1957) -  Jonathan Lyte
- Omar Khayyam (1957) - The Nizam
- Black Patch (1957) - Frenchy De'vere
- Terror in a Texas Town (1958) - Ed McNeil
- In Love and War (1958) - Professor D. Everett Styles (scene eliminate)
- The Angry Hills (1959) - Chesney
- Say One for Me (1959) - Monsignor Francis Stratford
- Seven Thieves (1960) - Director of C-ino
- The Time Machine (1960) - Dr. Philip Hillyer
- Twice-Told Tales (1963) - Dr. Carl Heidigger
- The Sword in the Stone (1963) - Sir Ector / Narator (voce)
- The Family Jewels (1965) - Dr. Matson
- The Jungle Book (1967) - Bagheera / Narator (voce)
- The Spy Killer (1969) - Max
- Foreign Exchange (1970) - Max
- McCloud (1971) - Sidney Cantrell
- Miracle on 34th Street (1973) - Kris Kringle
- The Many Adventures of Winnie the Pooh (1977) – Narator (voce) (ultimul rol)